# Исаковић
Исаковић је бошњачко и српско патронимско презиме настало од мушког имена Исак. Може се односити на следеће особе:
- Алија Исаковић (1932–1997), књижевник
- Антоније Исаковић (1923–2002), књижевник
- Борис Исаковић (1966), глумац
- Вук Исакович (1696–1759), војни заповедник
- Миле Исаковић (1958), рукометаш
- Мирјана Исаковић (1936), уметница
- Сара Исаковић (1988), пливачица